# Gabriel Ynoa
Gabriel Ynoa Gómez (né le 26 mai 1993 à La Vaga en République dominicaine) est un lanceur droitier de la Ligue majeure de baseball.

## Carrière
Gabriel Ynoa signe son premier contrat professionnel en novembre 2009 avec les Mets de New York. Il fait ses débuts dans le baseball majeur avec les Mets le 13 août 2016. Il fait 10 apparitions au monticule, dont 7 comme lanceur de relève, avec l'équipe new-yorkaise, et sa moyenne de points mérités s'élève à 6,38 après avoir accordé 13 points en 18 manches et un tiers lancées.
Les Orioles de Baltimore achètent le contrat d'Ynoa le 10 février 2017.